# Gare de Victoria
Pour les articles homonymes, voir Victoria et Victoria Station.
Ne doit pas être confondu avec Gare de Londres-Victoria.
La gare de Victoria est une gare ferroviaire canadienne fermée et détruite. Elle était située dans la ville de Victoria, sur l'Île de Vancouver en Colombie-Britannique.
Mise en service en 1888, elle est fermée en 2011 par Via Rail Canada. 

## Situation ferroviaire
Établie à 10 mètres d'altitude, la gare de Victoria, gare terminus du Vancouver Island railway était établie après l'ancien Johnson Street Bridge qui disposait d'un espace ferroviaire permettant le passage de la voie unique.

## Histoire
La gare terminus de Victoria est mise en service par le Vancouver Island railway lors de l'ouverture à l'exploitation, en 1888, du prolongement de l'Esquimalt and Nanaimo Railway (E&N) jusqu'à la ville de Victoria. Elle devient une gare du Canadien Pacifique (CP) lorsqu'il achète la ligne en 1905. En 1979, tout en restant la propriété du CP, elle est utilisée par Via Rail Canada qui exploite le service des voyageurs. 

La gare terminus de Victoria avant sa démolition
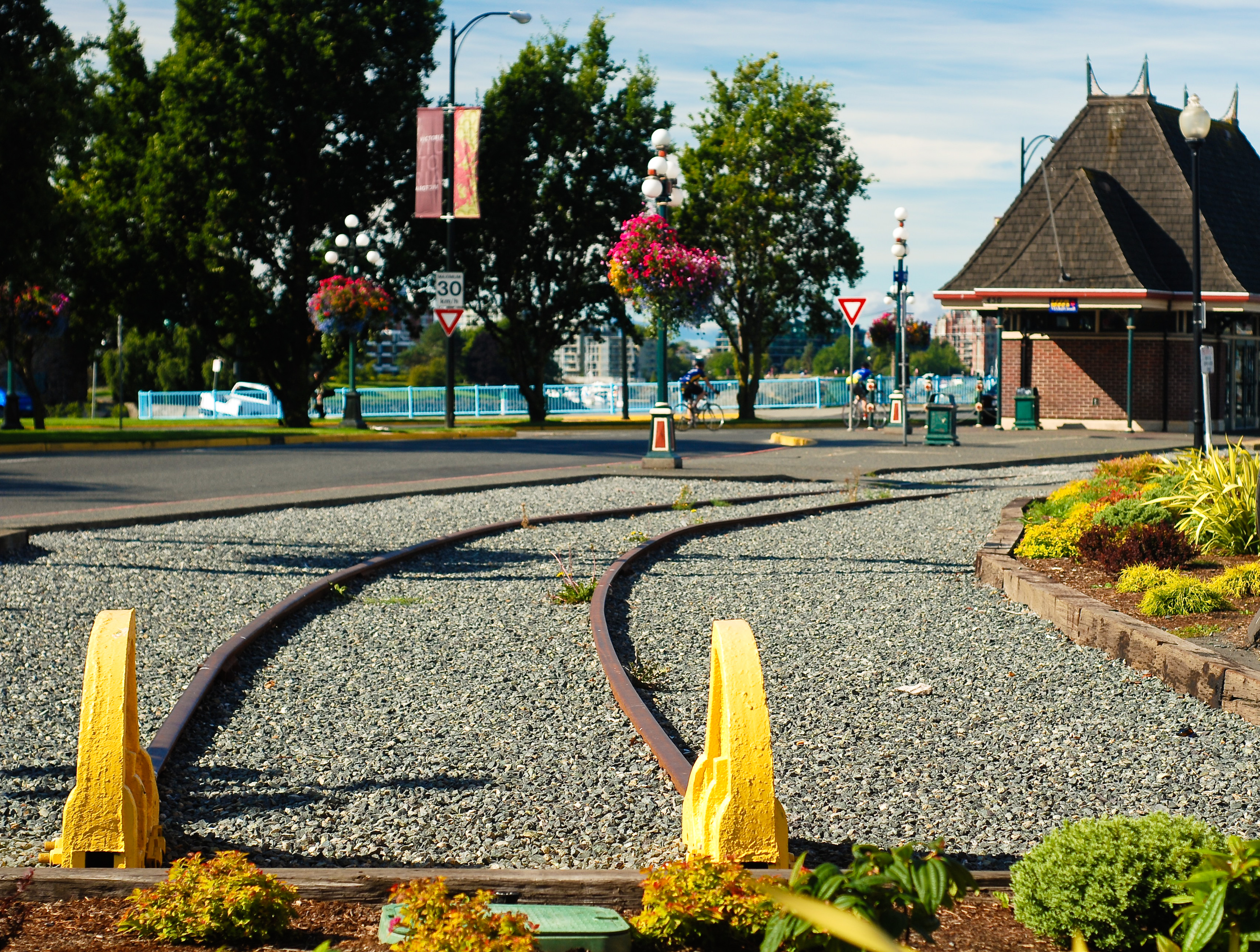
En 2008.
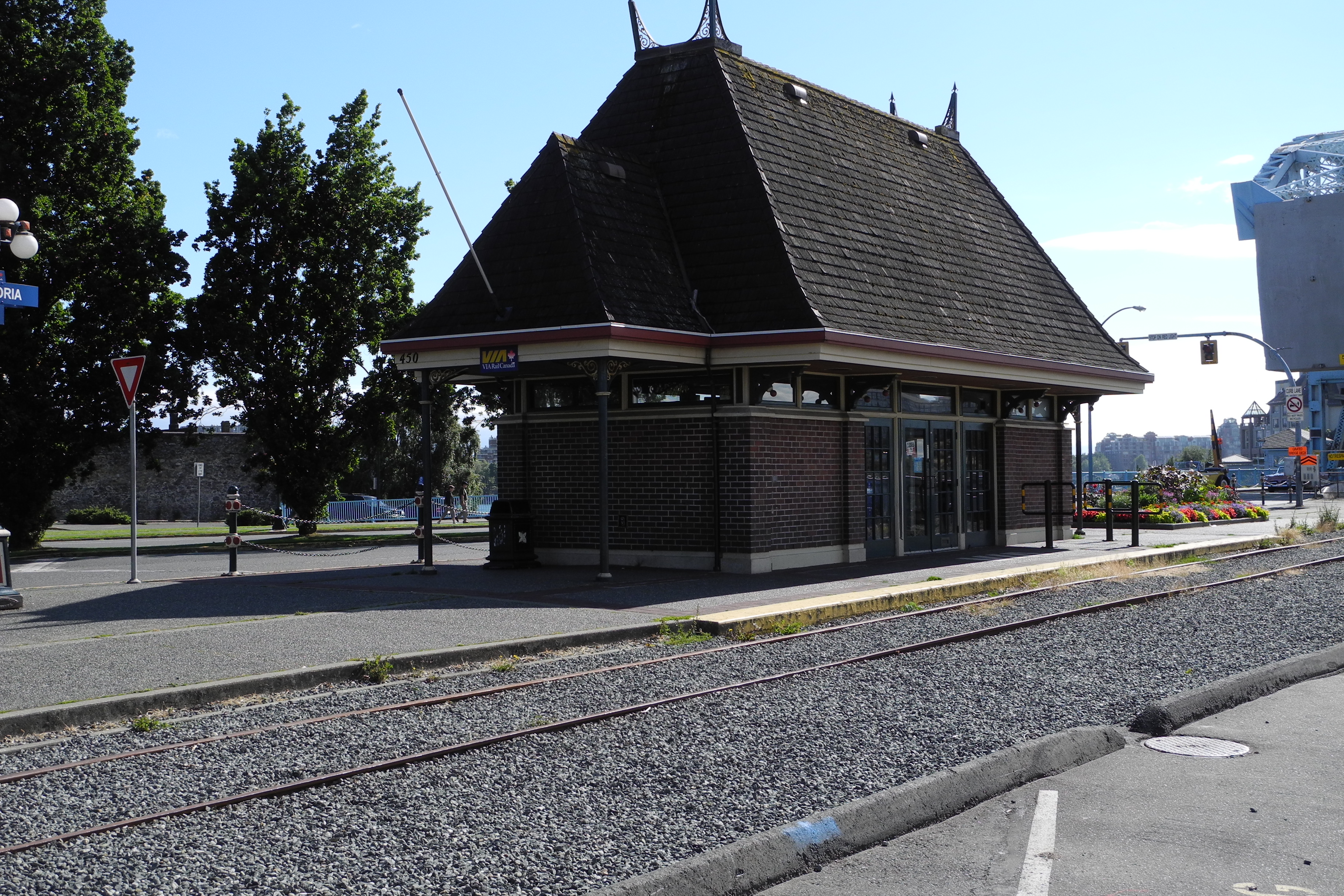
En 2011.

En mars 2011, Via Rail Canada est obligé de suspendre le service voyageurs du fait de problèmes sur l'infrastructure vieillissante de la ligne.
Le bâtiment, fermée et grillagé, est encore présent en septembre 2012. En avril 2014 il n'existe plus. En 2018, l'ancien emplacement de la gare est situé sur le passage de la voie double allant vers le nouveau pont depuis le centre-ville.